# ロートアイアン

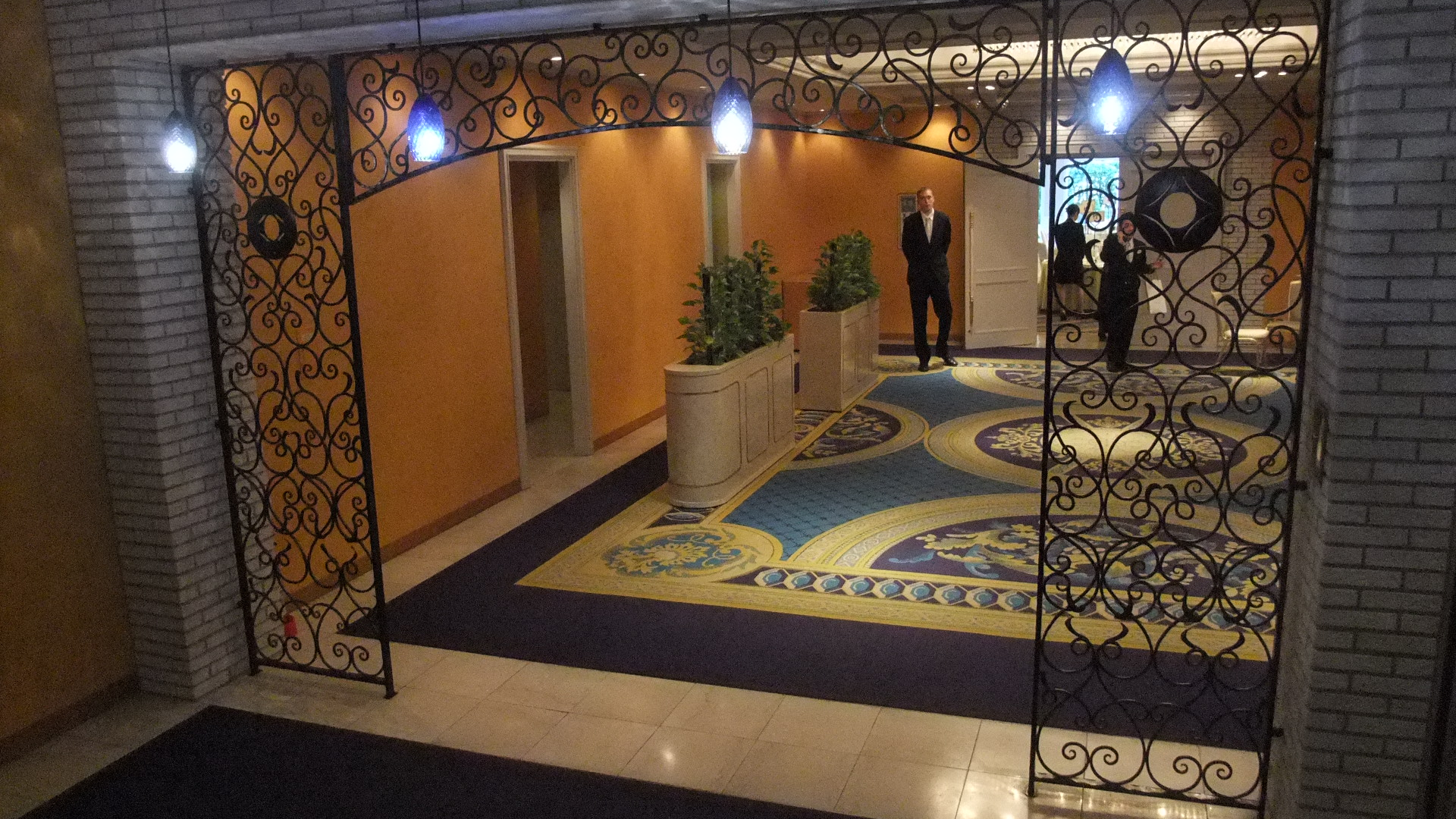
ホテルニューオータニ（東京）に設置されたロートアイアン製スクリーン

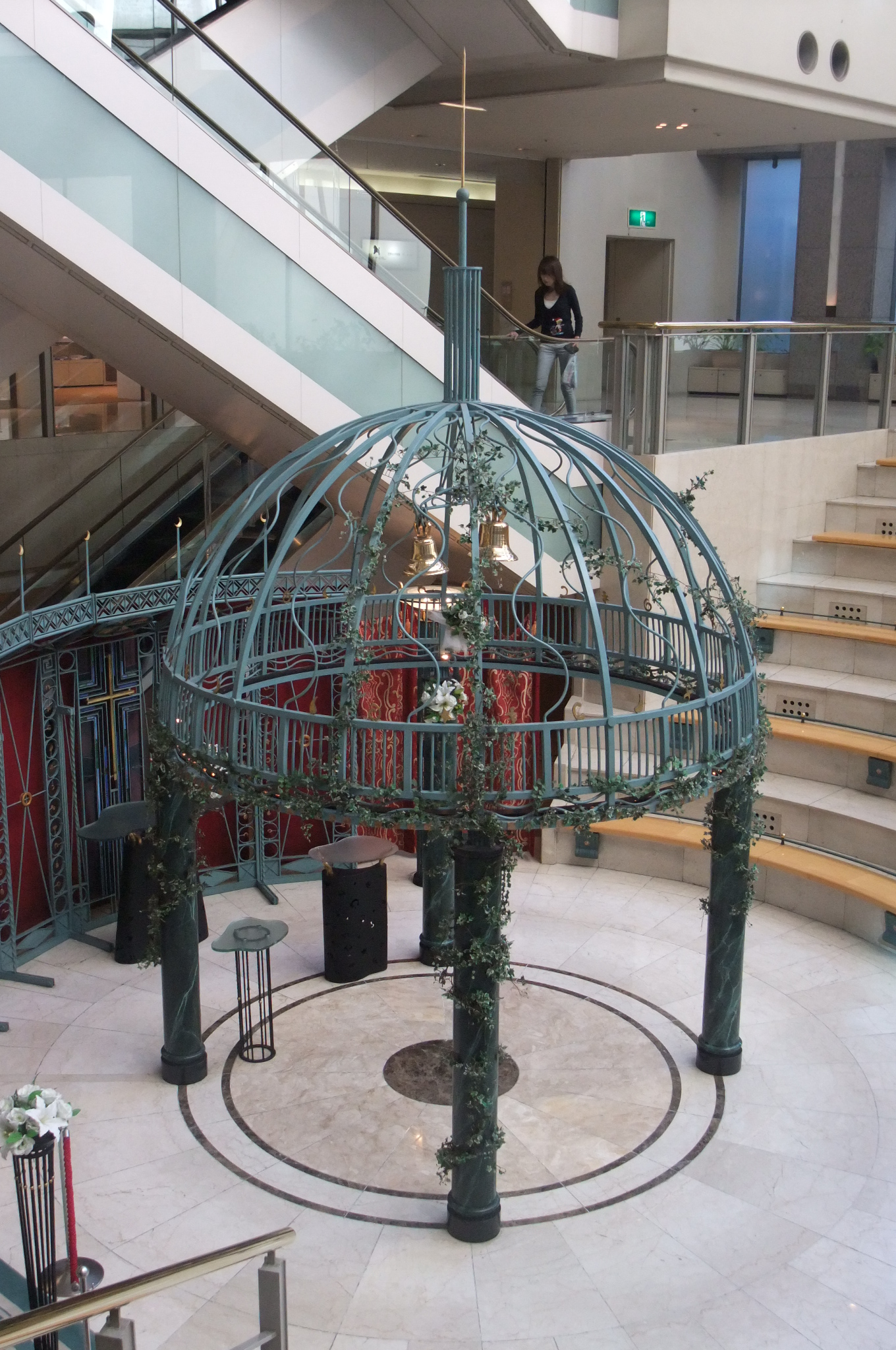
ホテルニューオータニ・ガーデンコートのアトリウムチャペル

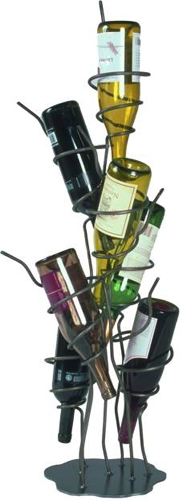
ロートアイアン製のワインラック

ロートアイアン家具（英語: Wrought iron furniture）は、ヨーロッパの文化として発展してきた錬鉄（れんてつ、英: Wrought iron）を使った家具である。本来ロートアイアンは錬鉄という意味であり、日本語で言うロートアイアンはアイアンワーク（英語）と言うべきである。

## 概要
ヨーロッパなどでよく見られる。装飾が施された門扉やフェンス等のエクステリア、表札や看板やポスト等の小物、また、インテリア部材である庇(キャノピー)、階段手摺等のインテリア、家具や雑貨のアクセントとしても利用されている。歴史はローマ時代まで遡ることが出来るが、王朝時代、バロック、アールヌーボ、アールデゴなど、時代のデザインスタイルによって変化、発展した。また、地域、民族の文化によるバリエーションも見られる。もともとは全て手作業による鍛造によって作られていたが、昨今では工業化が進みイタリアやイギリスから既成の小パーツを輸入し、それらを組み合わせ作成することが大半である。またそれら小パーツの生産においても大幅な機械化が進められている。既成パーツを使用せず、すべてハンドメイドで作り上げられた製品もあるが、非常に高価でありデザイン面も含めて作品として工芸的に扱われる。特に螺旋階段などにおいては、現物あわせにせざるをえず、場合によっては実物大の模型を作り、それにあわせて製作することもある。 また、現代の需要としては装飾としての価値に留まらず、高い防犯性を実現したロートアイアンは装飾美と機能美を兼ね備えているセキュリティ設備としての側面も認められる。特にロートアイアン製の面格子は侵入防止としての価値を見直されている。

## 製造方法
棒状の鉄や鉄板を加熱し、曲げる、捻る、伸ばすなどして加工し、必要な小パーツを作成し、その後各パーツを溶接・研磨して完成する。そのままでは錆び易いので、亜鉛鍍金や塗装が行われる基本的には鍛冶屋とほぼ同じ工程であるが、鍛冶屋が生活用品を作るのに対して、ロートアイアンでは工芸物や建材を作る点が異なる。一点物が多いために、オーダーメイドが基本であり、受注に際しては綿密な打ち合わせが必要である

## 類似製品
- 鋳造アルミのロートアイアン風建材が流通している。鋳物は型に金属を溶解して流し込んで製造するもので、ロートアイアンとは制作方法が全く異なる。型が必要なので大量生産品に向いているが、一点物の製造には向いていない。型を使うために、ロートアイアンのように細かい造作や入り組んだ構造には向いていない。規格化しやすい、門扉やフェンス、家具などに使用される。
- 鉄の代わりにアルミを使用したロートアルミも製作されている。作業の手間はロートアイアンと大差ないが、軽量であること、錆びにくいことなどのメリットがある一方、原料のアルミが鉄より高価であること、溶接が手間であること、細かい造作に向いていないなどの欠点がある。
- ステンレス鋼を使ったロートアイアンも存在するが、材料が割高であるのと、加工が困難であるので、ロートアルミと同様に細かい造作には向いていない。

## 取付け方法
大型の外構製品：
重量がさほど無い門扉など外構製品であれば支柱をコンクリート壁などに固定し、連結する事で取付される。大型重量物の場合、コンクリート壁、地面埋めこみ固定などが必要になる場合がある。
小型製品の表札、妻飾りなど：
ピン差し込み仕様とビス取付仕様があり、いずれも取付面に直接固定する。ピン差し込みの場合は振動ドリルなどで穴を空け、シリコンを流し込みピンを入れて固定する。ビス取付の場合は上下左右のバランス・水平を見た上でビスの仮止めし、一旦抜いた後でシリコンを流し込む。その後ビスをねじ込み固定する。

## 様式

### ゴシック
ゴシック様式は、12世紀半ばからイル・ド・フランスを中心に形成された建築様式であり、大都市のカテドラルにおいて、その典型例を見つけることが出来る。
15世紀のロートアイアンは、常温で鉄を加工していたため、木や石の装飾に比べ、デザインに限りがあり、シンプルである。ヨーロッパ全土に受け入れられたゴシック様式とともに、全ヨーロッパへ鉄工芸が伝播していったのである。

### ルネサンス
古典古代の復古を目指したルネサンス様式は、より装飾性を帯び、巨大化した鉄製品に施した。金塗・銀塗といったカラーリングが特長である。

### バロック
バロック様式は、17世紀前半のローマで華々しく誕生し、熱狂的な信仰心を求めたカトリックの情動性と専制君主の権力を象徴するにふさわしい様式として広く流布した。幻想性豊かな装飾を特長とする。

### ロココ
18世紀フランスの貴族たちのサロン文化、宮廷文化を背景として、バロック建築の重厚でダイナミックな表現から、軽快で優雅、繊細な表現と大きく転換された。それがロココ芸術のイメージである。繊細さの表現として、花などのモチーフを中心にしている。壮麗だが重くない、というのがロココ様式の特長である。

### アール・ヌーヴォー
草木や葉などのようにS字型の流れるような曲線を、鉄やガラス、タイルなど新しく大量に供給されるようになった工業製品も使って作りだす。
曲線だけで十分な装飾性を表現しようとするのが、特長である。革新的なその様式は、現在でも多くの人をひきつけてやまない。

### アール・デコ
1925年、現代工芸美術国際博覧会、略称アール・デコ博がパリで開かれた。バレエなどのロシア趣味、ジャズやカクテルなどのアメリカ趣味、ツタンカーメン発掘を契機とするエジプト趣味、浮世絵や和室、着物などの日本趣味、アール・デコの要素の多くはフランスのものではない。
しかしフランスはそれらの、あらゆるエキゾティシズムを受け入れて、そこからモダンなライフスタイルを提案したのであった。幾何学的な文様に、草花をモチーフとしたデザインが特長である。

### 和モダン
きびしい直線と素材の持つ風合いだけで美を表現する。装飾性を捨て、鉄素材の表面加工の多様性だけの、スタイリッシュなデザインが特長である。